# Decca Records
A Decca Records egy jelentős múltú angol lemezkiadó cég. 1929-ben alapította Edward Lewis. A cég 1934-ban alapított amerikai leányvállalata a második világháború után a Universal Music Group-hoz került, az pedig a Vivendi csoportjába tartozik a 2010-es években.
Nagy tévedések is fűződnek a céghez: 1962-ben például elutasították a The Beatles együttes szerződtetését, mert nem láttak benne nagy fantáziát.

## Magyar vonatkozások
- Az Omega Red Star from Hungary az Omega együttes első angol nyelvű nagylemeze volt, amely Londonban jelent meg a Deccánál, 1968-ban.
- A Decca adta ki Solti György, Doráti Antal, Kertész István, Schiff András, Simándy József, továbbá Sass Sylvia lemezeit.

## A Decca név eredete
A  "Decca" szót Wilfred S. Samuel találta ki, aki összerántotta a Mecca szót a D kezdőbetűvel – utalásként a cég Dulcet és/vagy Dulcophone/Dulcephone védjegyeire. (A Decca Dulcephone a cég által gyártott lemezjátszó neve volt.)

## Nevezetes előadók
A Decca számos nevezetes előadó lemezeit adta ki, így
| Komolyzene - Benjamin Britten - Peter Pears - Herbert von Karajan - Luciano Pavarotti - Joan Sutherland - Richard Bonynge - Solti György - Doráti Antal - Kiri Te Kanawa - Renata Tebaldi | Könnyűzene - John Mayall - The Rolling Stones (1970-ig) - Savoy Brown - The Moody Blues - The Zombies |

## Nevezetes munkatársai
- Owen Bradley (1915–1998), a Decca nashville-i képviselője, akinek nagy szerepe volt a Nashville sound létrejöttében.
- Paul Cohen (1908–1970), producer, aki szintén a Nashville-i ág vezetője volt,
- John Culshaw OBE (1924–1980) 1946-ban szerződtették a céghez lemezborítók szövegének írására, de már a következő évtől a komolyzenei szekció egyik legfontosabb embere lett. Ő szerződtette (többek közt) Solti Györgyöt a Deccához, az ő ötlete volt a legendás Ring-ciklus felvétele, vezetésével a cég az egész operai alaprepertoárt rögzítette (1955-től sztereóban) a világ vezető énekeseivel. 1975-ben „senior producer”-ként távozott a cégtől. Fred Gaisberg és Walter Legge mellett a 20. század legfontosabb komolyzenei lemezproducerének tartják, beválasztották a Gramophone Hall of Fame-be.
- Milt Gabler (1911–2001), az American Decca egyik vezetője és producere  1941 és 1971 között
- Henry Jerome (1917–2011), Decca Records zenei vezetője az 1950-es évek elején, a Coral Records egyik igazgatója az 1960-as években
- Jack Kapp (1901–1949), az American Decca alapítója
- Edward Lewis (1900–1980), üzletembe, 5 évtizeden keresztül a Decca lemeztársaság-csoport fő üzletembere
- Milton Rackmil (1906–1992), az American Decca főnöke 1949 és 1972 között
- Dick Rowe (1921–1986),
- Nat Tarnopol (1931–1987), a Brunswick Records korábbi vezetője
- Bob Thiele (1922–1996), a  Coral Records főnöke